# Тесинский сельсовет
Тесинский сельсовет - сельское поселение в Минусинском районе Красноярского края.
Административный центр — село Тесь.

## Население
| 2010 | 2012  | 2013  | 2014  | 2015  | 2016  | 2017  |
| ---- | ----- | ----- | ----- | ----- | ----- | ----- |
| 3661 | ↗3663 | ↘3644 | ↗3663 | ↘3656 | ↘3655 | ↗3669 |

## Состав сельского поселения
В состав сельского поселения входят 5 населённых пунктов:
| № | Населённый пункт | Тип населённого пункта       | Население |
| - | ---------------- | ---------------------------- | --------- |
| 1 | Большая Иня      | село                         | 915       |
| 2 | Кызыкульский     | посёлок                      | 25        |
| 3 | Малая Иня        | деревня                      | 316       |
| 4 | Малый Кызыкуль   | деревня                      | 4         |
| 5 | Тесь             | село, административный центр | 2401      |

## Местное самоуправление
Тесинский сельский Совет депутатов
Дата избрания: 14.03.2010. Срок полномочий: 5 лет. Количество депутатов:  10
Глава муниципального образования
- Зотов Андрей Аркадьевич. Дата избрания: 14.03.2010. Срок полномочий: 5 лет